# Dale Hawerchuk
Dale Martin Hawerchuk (* 4. April 1963 in Toronto, Ontario; † 18. August 2020 in Barrie, Ontario) war ein kanadischer Eishockeyspieler und -trainer, der im Verlauf seiner aktiven Karriere zwischen 1979 und 1997 unter anderem 1285 Spiele für die Winnipeg Jets, Buffalo Sabres, St. Louis Blues und Philadelphia Flyers in der National Hockey League (NHL) auf der Position des Centers bestritt. Hawerchuk, der im NHL Entry Draft 1981 als Gesamterster von den Winnipeg Jets ausgewählt wurde und insgesamt fünfmal am NHL All-Star Game teilnahm, wurde im Jahr 2001 in Anerkennung seiner außerordentlichen Karriere in die Hockey Hall of Fame aufgenommen. Von 2010 bis zu seinem Tod war er Cheftrainer der Barrie Colts aus der Ontario Hockey League (OHL).

## Karriere
Im Draft der Ligue de hockey junior majeur du Québec wurde Hawerchuk 1979 als sechster Spieler von den Cornwall Royals gewählt. Mit 103 Punkten wurde er als Rookie des Jahres ausgezeichnet.
Im NHL Entry Draft 1981 wurde er dann von den Winnipeg Jets als Nummer 1 ausgewählt. Er erfüllte alle in ihn gesetzten Erwartungen. Erneut schaffte er 103 Punkte und war damit der jüngste Spieler der NHL, der die 100-Punkte Marke erreichte. Er wurde zum NHL All-Star Spiel eingeladen und gewann am Ende der Saison die Calder Memorial Trophy. Er bestätigte seine Klasse mit 91 Punkten in seiner zweiten Saison und schaffte dann fünfmal in Folge mehr als 100 Punkte.  Beim Rendez-vous ’87 gehörte er dem Kader des NHL-Teams an. 1990 wurde er während des Drafts an die Buffalo Sabres abgegeben. Nach fünf Jahren Buffalo wechselte er zu einem kurzen Gastspiel nach St. Louis, bevor er zu den Philadelphia Flyers wechselte. Hawerchuk qualifizierte sich mit seinen Teams zwar fast jedes Jahr für die Playoffs, aber spätestens in der zweiten Runde war Endstation. Mittlerweile 34 Jahre alt, schaffte er mit den Flyers in der Saison 1996/97 den Einzug in das Stanley Cup Finale, das jedoch verloren ging. Danach beendete er seine aktive Karriere.
2001 wurde er mit der Aufnahme in die Hockey Hall of Fame geehrt.
Im April 2010 wurde Hawerchuk zum Cheftrainer der Barrie Colts aus der Ontario Hockey League ernannt, für die er seit der Saison 2010/11 hinter der Bande stand. In dieser Funktion wurde er nach der Saison 2017/18 ins Second All-Star-Team der Liga gewählt.
Er starb am 18. August 2020 im Alter von 57 Jahren an Krebs.

## Erfolge und Auszeichnungen
| - 1980 Coupe-du-Président-Gewinn mit den Cornwall Royals - 1980 Trophée Guy Lafleur - 1980 LHJMQ Recrue de l’année - 1980 Memorial-Cup-Gewinn mit den Cornwall Royals - 1980 George Parsons Trophy - 1980 Memorial Cup All-Star Team - 1981 Trophée Jean Béliveau - 1981 Coupe-du-Président-Gewinn mit den Cornwall Royals - 1981 Trophée Michel Brière - 1981 LHJMQ First All-Star Team - 1981 CHL Player of the Year - 1981 Memorial-Cup-Gewinn mit den Cornwall Royals - 1981 Stafford Smythe Memorial Trophy | - 1981 Memorial Cup All-Star Team - 1981 Trophée Michael Bossy - 1982 Teilnahme am NHL All-Star Game - 1982 Calder Memorial Trophy - 1985 Teilnahme am NHL All-Star Game - 1985 NHL Second All-Star Team - 1986 Teilnahme am NHL All-Star Game - 1987 Teilnahme am Rendez-vous ’87 - 1988 Teilnahme am NHL All-Star Game - 1997 Teilnahme am NHL All-Star Game - 2001 Aufnahme in den Temple de la Renommée de la LHJMQ - 2001 Aufnahme in die Hockey Hall of Fame - 2018 OHL Second All-Star Team (als Cheftrainer) |

### International
| - 1982 Bronzemedaille bei der Weltmeisterschaft - 1986 Bronzemedaille bei der Weltmeisterschaft - 1987 Goldmedaille beim Canada Cup | - 1989 Silbermedaille bei der Weltmeisterschaft - 1991 Goldmedaille beim Canada Cup |

## Karrierestatistik

### International
| Vertrat Kanada bei: - Junioren-Weltmeisterschaft 1981 - Weltmeisterschaft 1982 - Weltmeisterschaft 1986 | - Canada Cup 1987 - Weltmeisterschaft 1989 - Canada Cup 1991 | Vertrat die National Hockey League bei: - Rendez-vous ’87 |

(Legende zur Spielerstatistik: Sp oder GP = absolvierte Spiele; T oder G = erzielte Tore; V oder A = erzielte Assists; Pkt oder Pts = erzielte Scorerpunkte; SM oder PIM = erhaltene Strafminuten; +/− = Plus/Minus-Bilanz; PP = erzielte Überzahltore; SH = erzielte Unterzahltore; GW = erzielte Siegtore; 1 Play-downs/Relegation; Kursiv: Statistik nicht vollständig)